# Brocourt-en-Argonne
Brocourt-en-Argonne ist eine französische Gemeinde mit 46 Einwohnern (Stand: 1. Januar 2022) im Département Meuse in der Region Grand Est (vor 2016: Lothringen). Die Gemeinde gehört zum Arrondissement Verdun, zum Kanton Clermont-en-Argonne und zum Gemeindeverband Argonne-Meuse.

## Geographie
Die Cousances verläuft in nordwestlicher Richtung durch das westliche Gemeindegebiet. Umgeben wird Brocourt-en-Argonne von den Nachbargemeinden Brabant-en-Argonne im Nordwesten und Norden, Dombasle-en-Argonne und Jouy-en-Argonne im Nordosten, Nixéville-Blercourt im Osten, Les Souhesmes-Rampont im Südosten sowie Clermont-en-Argonne im Süden und Südwesten.

## Geschichte
Das Dorf wurde erstmals im Jahr 1051 unter dem Namen Beroldi Curtis erwähnt. Es war Teil der Diözese von Verdun und unterstand der Justiz der Fürsten von Condé.
Die Gemeinde wurde 1793 unter dem Namen Brocourt gegründet und trägt seit 1924 ihren heutigen Namen.

## Bevölkerungsentwicklung
| Jahr                       | 1962 | 1968 | 1975 | 1982 | 1990 | 2006 | 2011 | 2019 |
| Einwohner                  | 89   | 79   | 65   | 58   | 60   | 51   | 47   | 46   |
| Quellen: Cassini und INSEE |      |      |      |      |      |      |      |      |

## Sehenswürdigkeiten
- Kirche Saint-Michel, erbaut im späten 17. Jahrhundert. Ihr Glockenturm wurde im Jahr 1876 errichtet. Sie wurde im Ersten Weltkrieg zerstört und nach dem Krieg restauriert.
- Soldatenfriedhof Nécropole nationale Brocourt-en-Argonne

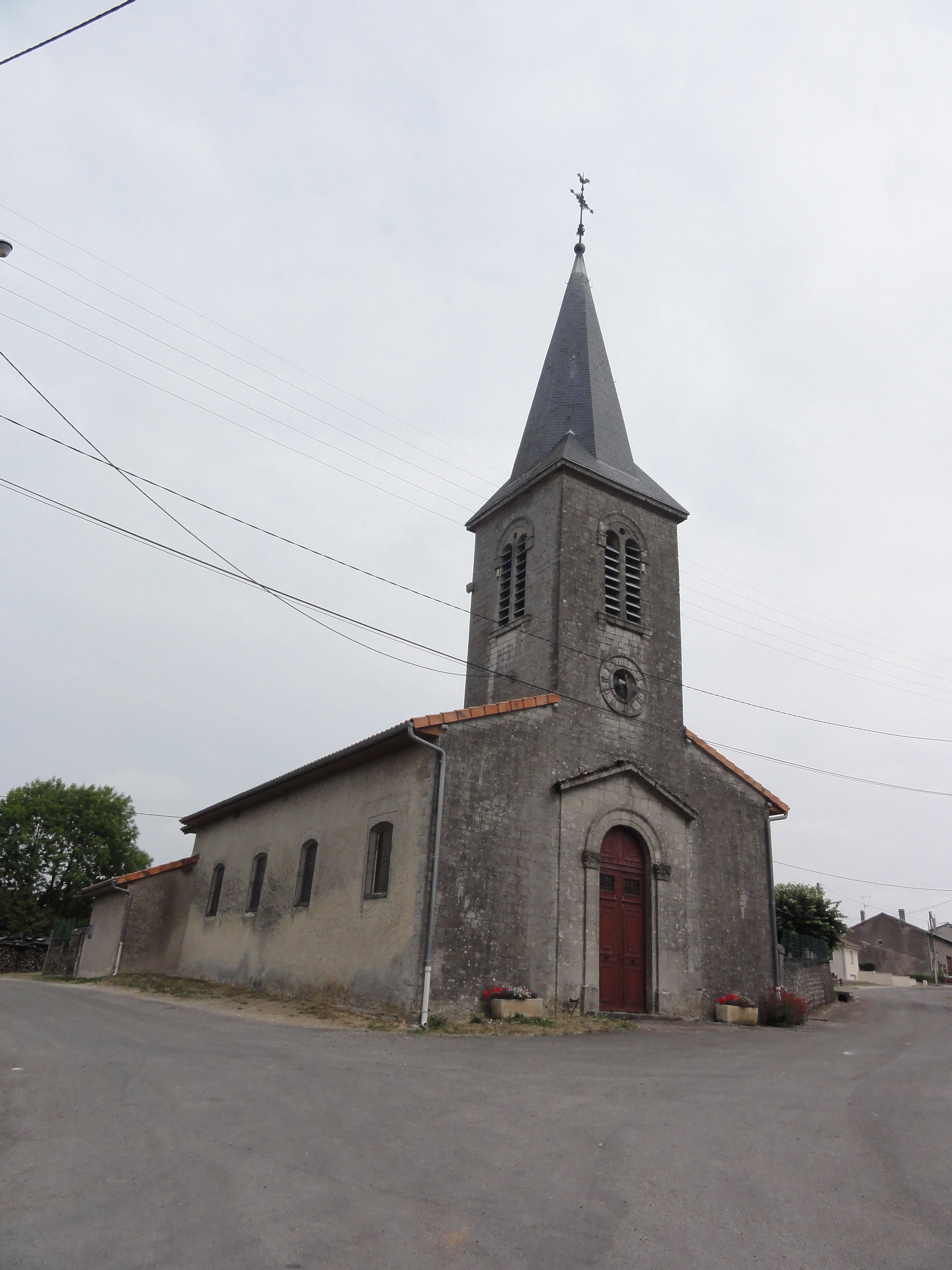
Kirche Saint-Michel
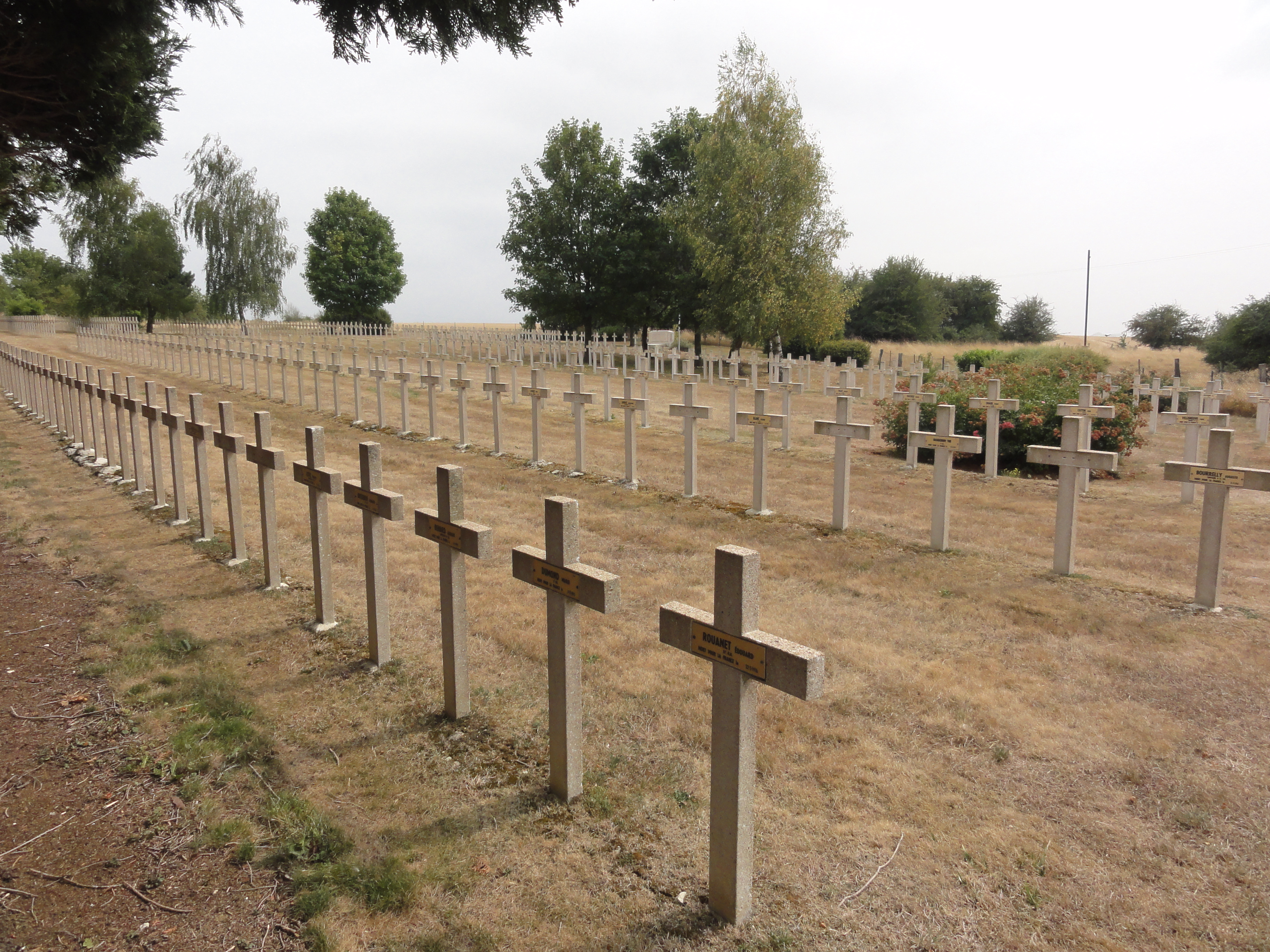
Gräberfeld der Nécropole nationale Brocourt-en-Argonne à Récicourt